# Dolton (Devon)
Dolton – wieś i civil parish w Anglii, w Devon, w dystrykcie Torridge. W 2011 civil parish liczyła 687 mieszkańców. Dolton jest wspomniana w Domesday Book (1086) jako Duveltone/Duveltona/Oueltone/Dueltona.